# Ponte I-35W do rio Mississippi

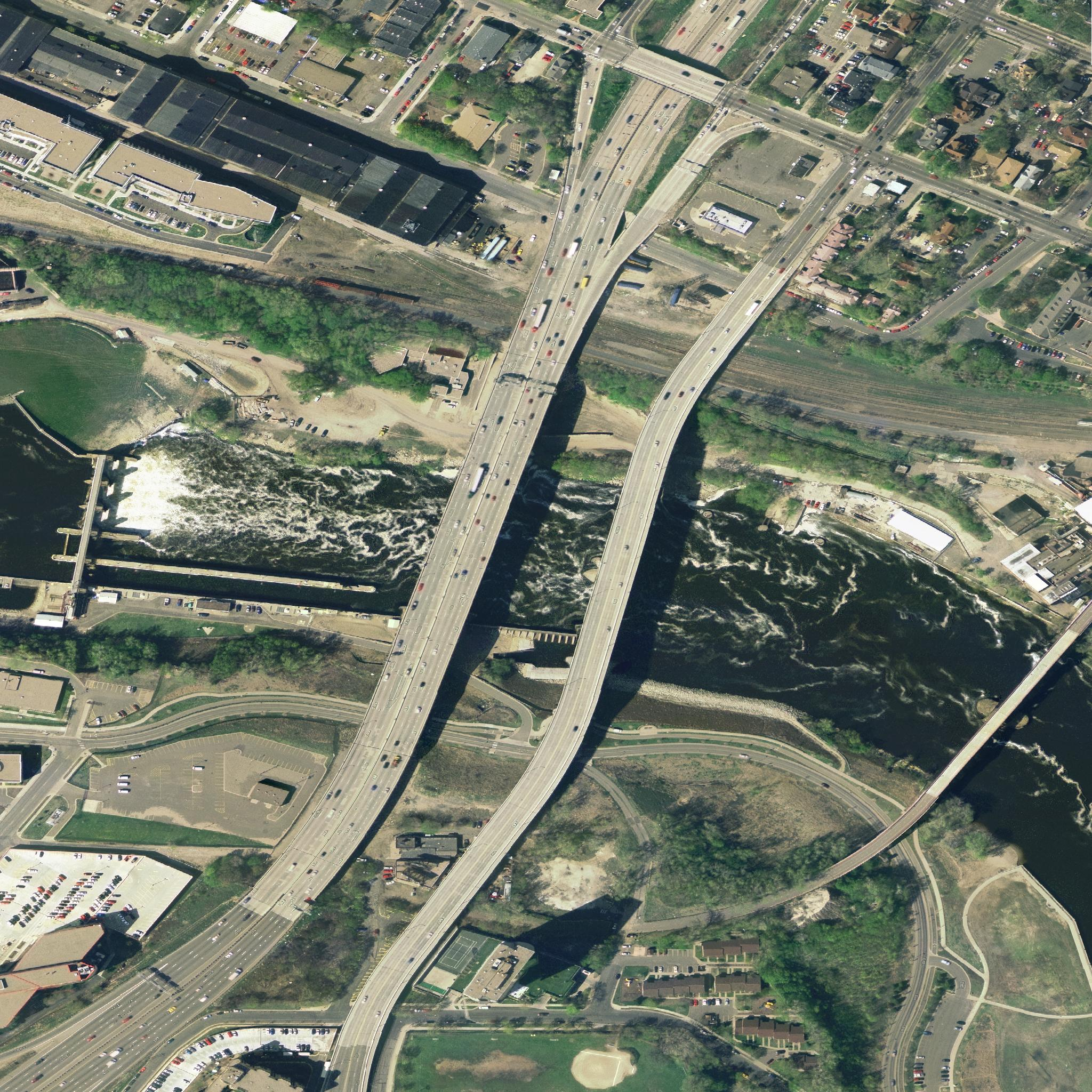
Imagem de satélite da ponte

A Ponte I-35W do rio Mississippi, também conhecida como Ponte 9340, construída em novembro de 1967 e desmoronada em 1 de Agosto de 2007, era uma parte de uma auto-estrada elevada, com oito pistas ou faixas. A ponte tinha 1 900 pés (579 metros) de comprimento e ligava à auto-estrada interestadual 35W através do rio Mississippi. Estava localizada no Minnesota, EUA, e ligava as cidades de Minneapolis e Saint Paul. Tinha 64 m de altura e um tráfego de 141 000 carros diários. A ponte foi construída pelo Departamento de Transportes do Minnesota.

O Departamento de Transporte do Minnesota (Mn/DOT) indica que era a segunda via mais ocupada, com 141 000 veículos diariamente.

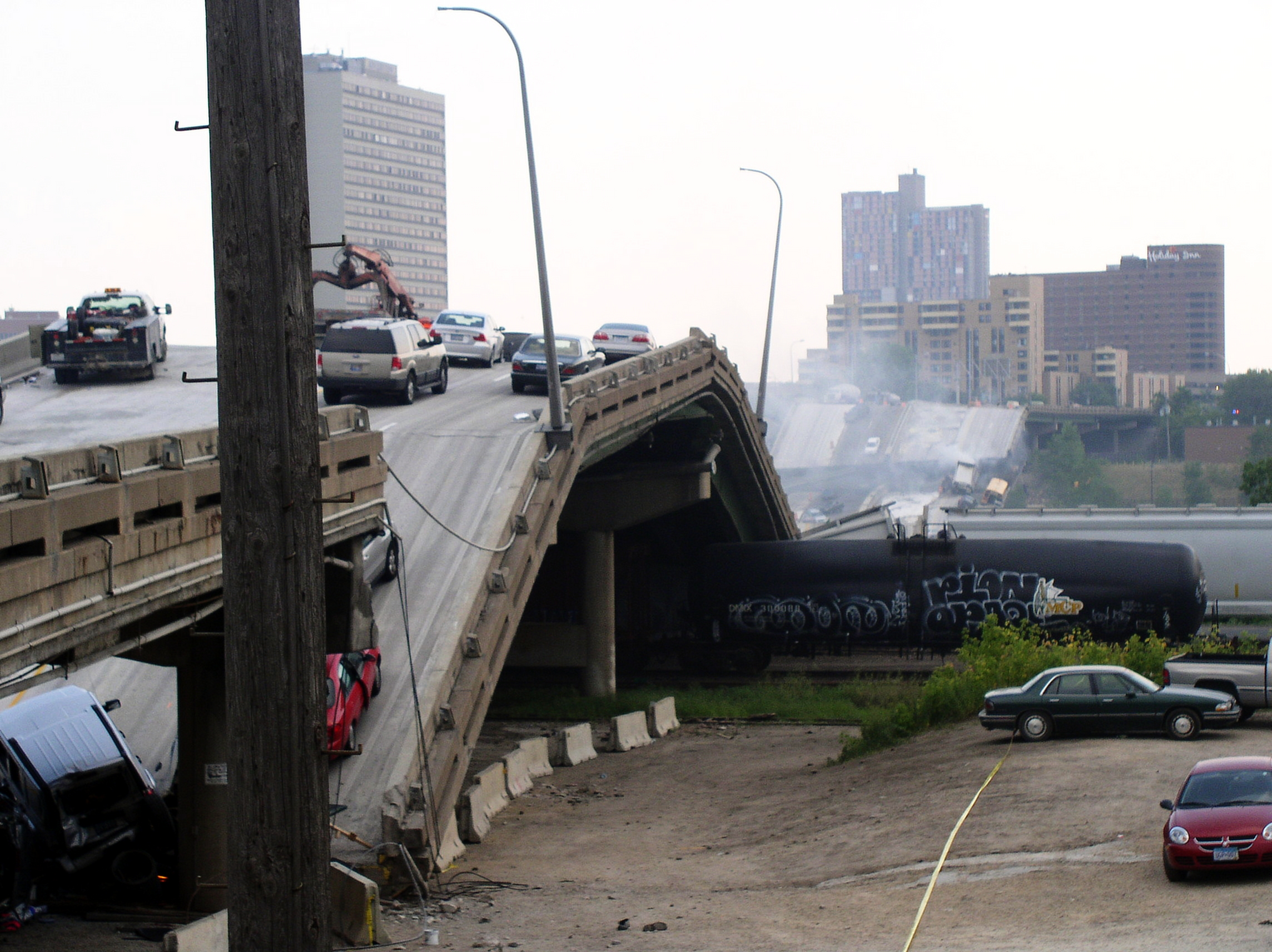
Ponte I-35W após o desabamento

## Queda

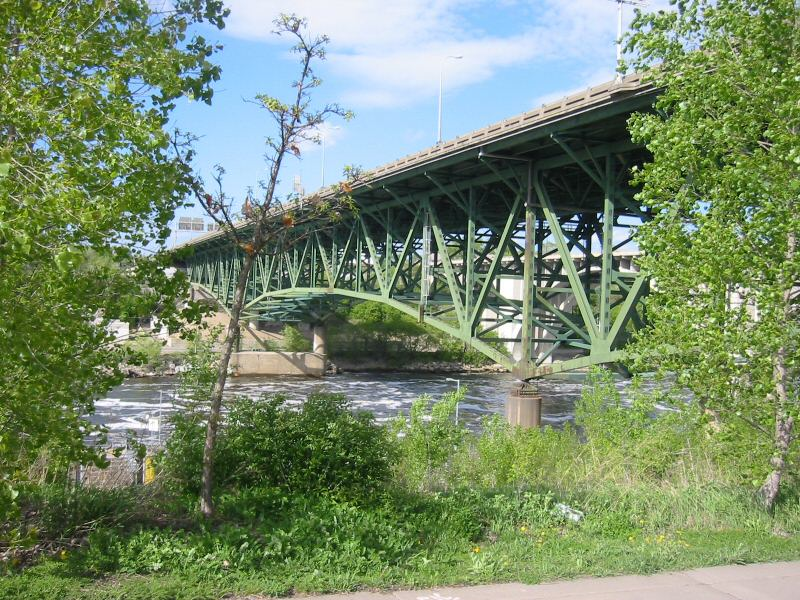
Ponte I-35W em maio de 2006.

Em 1 de Agosto de 2007 no fim de tarde, em plena hora de ponta, a ponte desmoronou partindo-se em três, deixando 3 mortos e 30 feridos. Em 3 de Agosto, os oficiais confirmaram 6 mortes, 8 pessoas desaparecidas e 111 feridos. Sobre ela havia carros, caminhões e um ônibus escolar que, no entanto, conseguiu voltar à margem. Segundo testemunhas, a ponte começou a fazer barulho e a tremer instantes antes da queda. As crianças que estavam no ônibus saíram com ferimentos ligeiros.

## Galeria

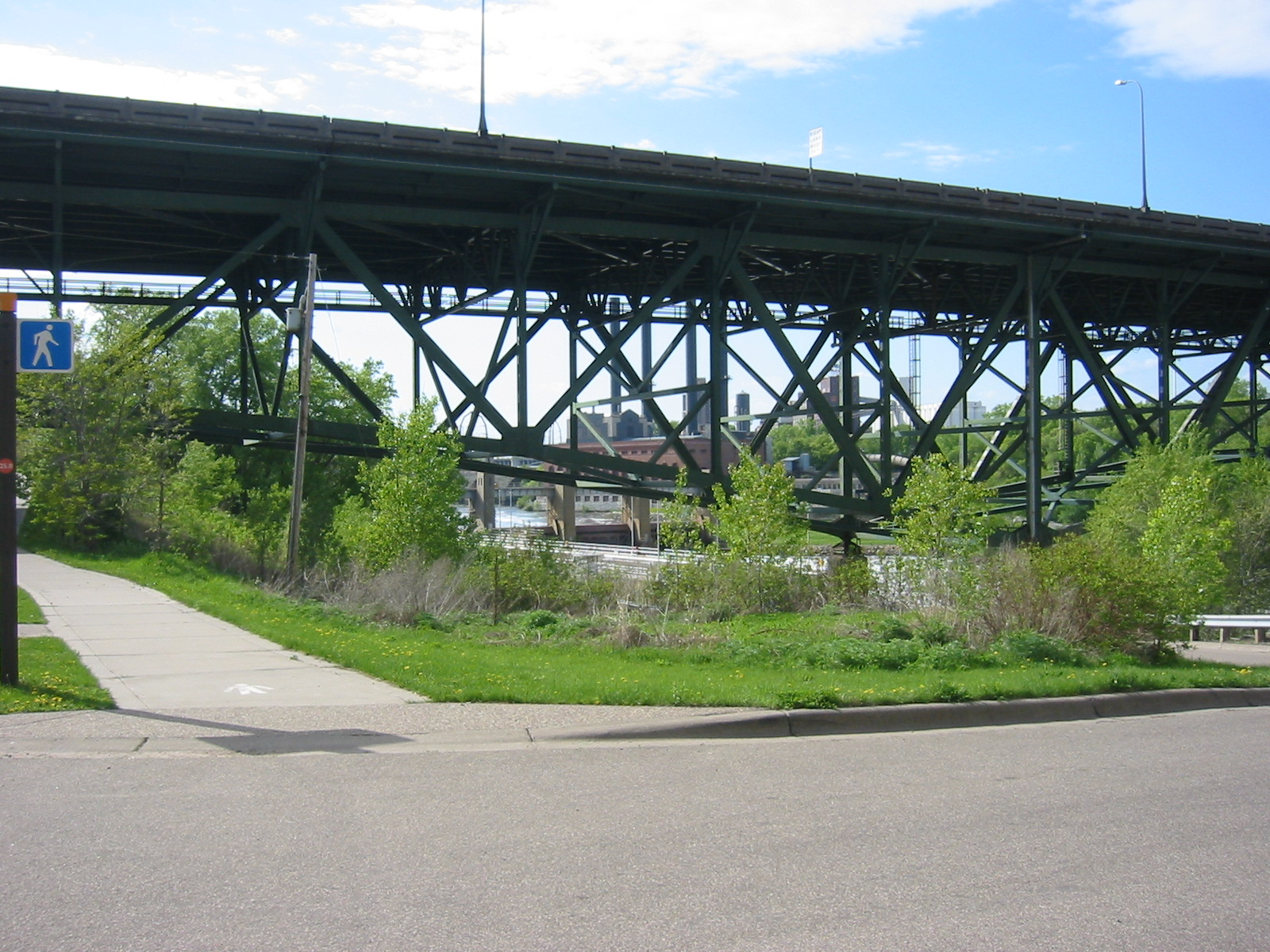
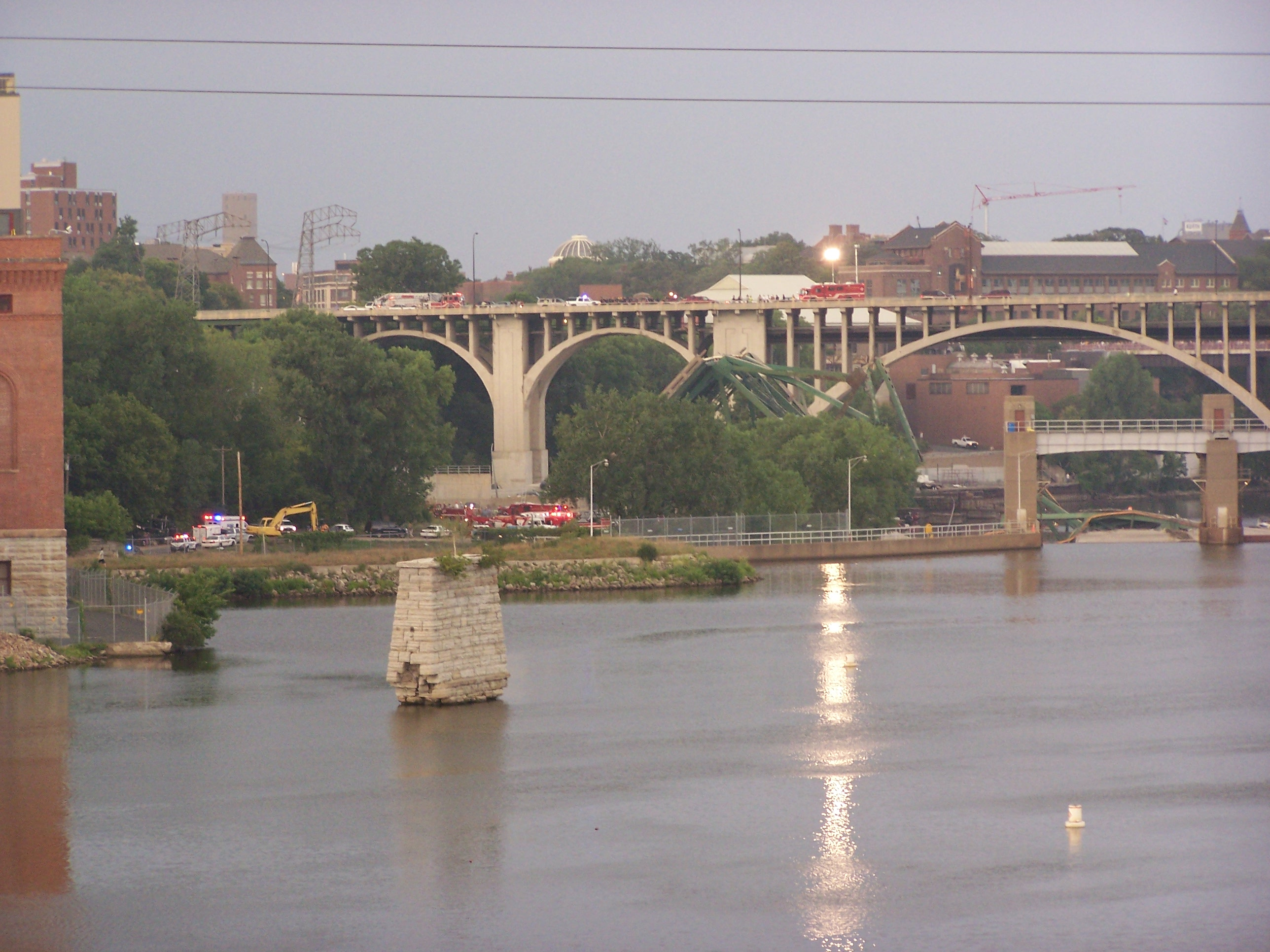
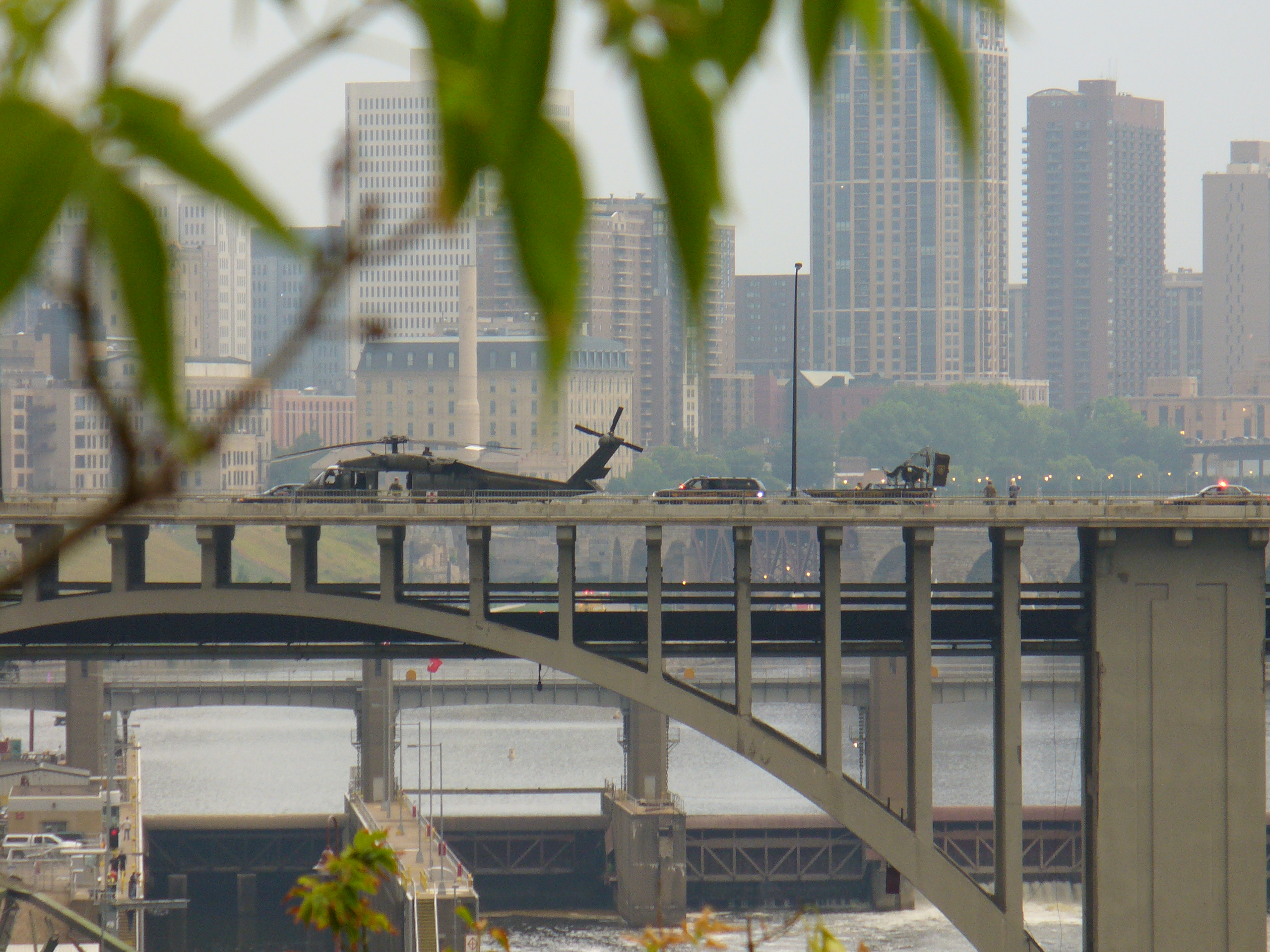
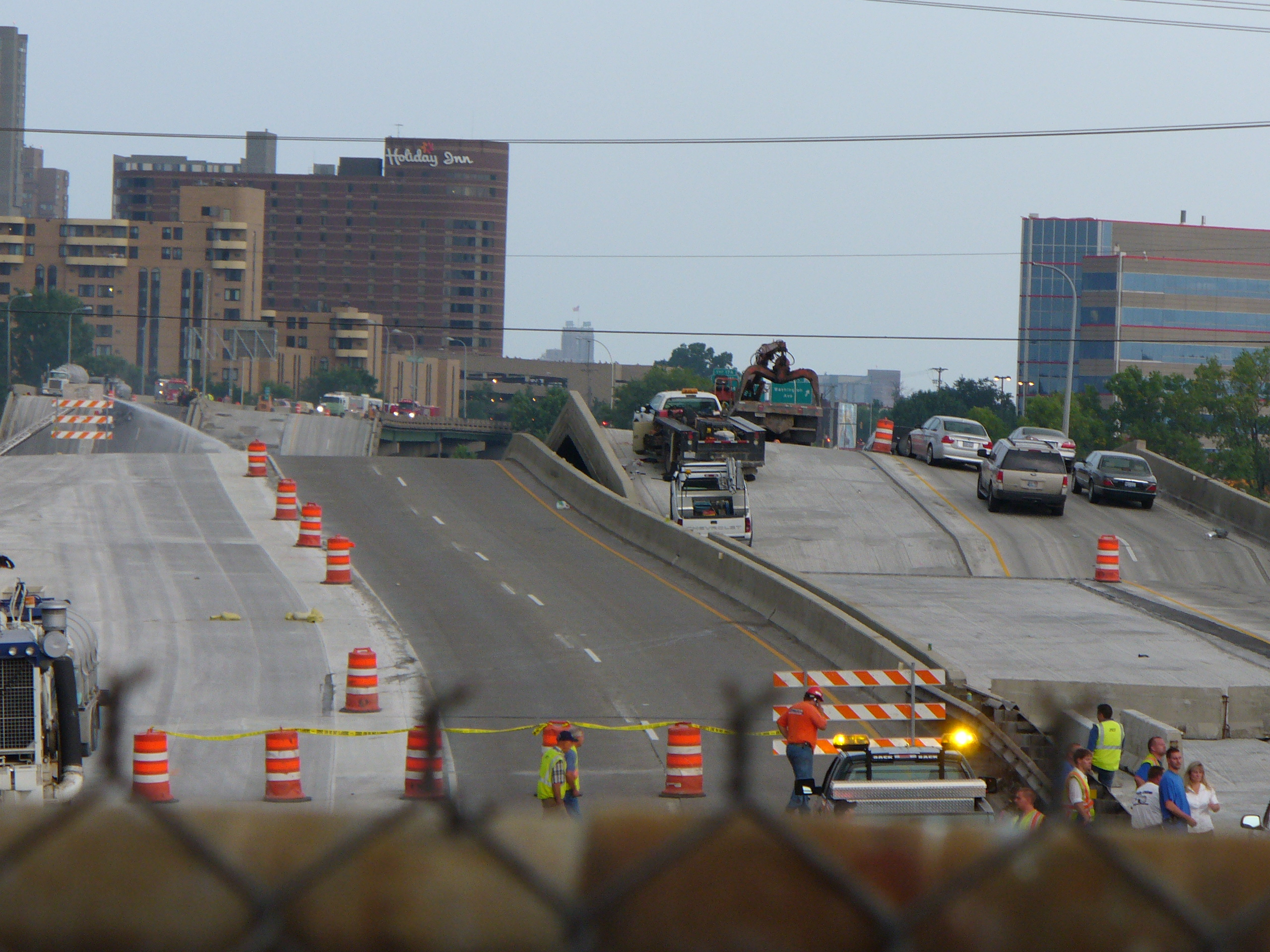
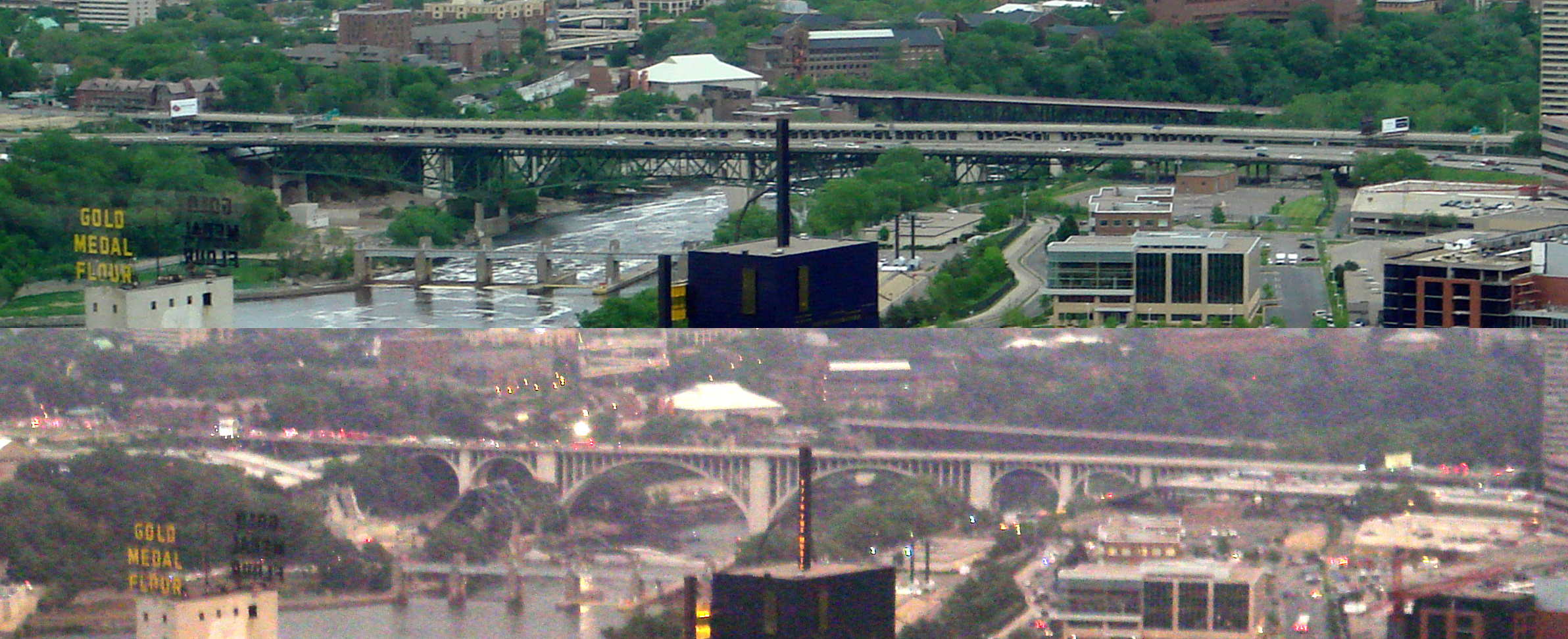
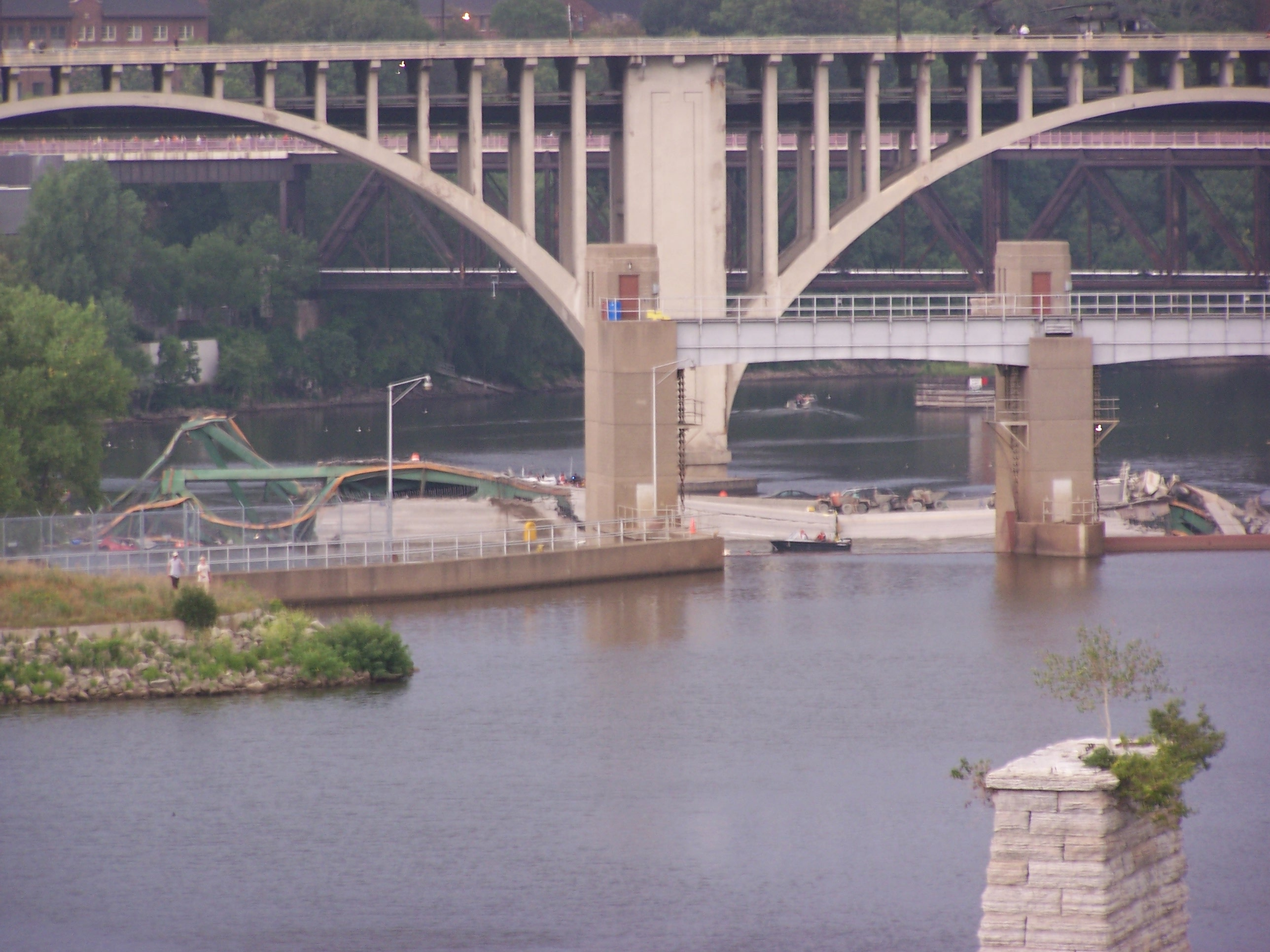